# ズルツバッハ・アン・デア・ムル
ズルツバッハ・アン・デア・ムル (ドイツ語: Sulzbach an der Murr) はドイツ連邦共和国バーデン＝ヴュルテンベルク州レムス＝ムル郡に属す町村（以下、本項では便宜上「町」と記述する）である。この町はシュトゥットガルト地方（1992年まではネッカー中流域と呼ばれた）およびシュトゥットガルト大都市圏に属す。

## 地理

### 位置
ズルツバッハ・アン・デア・ムルは、自然地域区分ではシュヴァーベン=フランケンの森に位置する。レーヴェンシュタイナー山地とムルハルトの森との間、シュヴァーベン=フランケンの森自然公園内のムル川の北向きの弧に接する。シュトゥットガルトの北北東約 34 km にあたる。町域の高度は、260 m（汚水処理場の前のムル川付近）から 544 m（エシェルホーフ近郊ツォルシュトック）の間にある。
1871年のオーバーアムト文書のズルツバッハ・アン・デア・ムルに関する記述は、以下の文言で始まる:
南西向きに下ってくる「シュピーゲルベルクの」ラウター川の谷と北からまっすぐに下るフィッシュバッハ川の谷のそれぞれが優美で緑鮮やかなムル川の谷に合流し、かなり広くなった場所、ポプラの林が絵のように茂る谷に大きな都市のような集落がある･･･
この町の最大幅は北北西（グロースエアラハ＝ミッテルフィッシュバッハ近郊の森「シュトライトヤーゲン」）から南南東（アウエンヴァルト＝トライルホーフ近郊の「シュプリングシュタイン」）の約 9 km である。これに直行する軸（西南西のジーバースバッハ近郊メルダーベヒレから東北東のグロースエアラハ＝ホーエブラハ東端）は 8 km 弱である。
ズルツバッハは、北と北東はグロースエアラハ、東と南東はムルハルト、南はアウエンヴァルトおよびわずかな区間だけバックナング、南西はオッペンヴァイラー、北西はシュピーゲルベルクと境を接する。これらはいずれもレムス＝ムル郡に属している。
1970年の市町村再編でズルツバッハは、シュピーゲルベルク、グロースエアラハとともに自治体行政連合を形成している。またズルツバッハはムルタール水連盟の加盟自治体でもある。この連盟の目的は洪水防止である。

### 町村合併
草原と森に囲まれた主邑ズルツバッハの他に、この町には17の小集落や家屋群が点在する: 小集落バルテンバッハ、ベルヴィンケル、ブスホーフ、エッシェルホーフ、エッセンストリュート、ハーガー、ハレンベルク、イッテンベルク、クラインヘーヒベルク、ラウテルン、リーマンスクリンゲ、シュライスヴァイラー、ジーバースバッハ、ツヴェーレンベルク、住宅地グロンバッハミューレ、ハンマー、ハーゼルバッハミューレである。この他に放棄された集落ヴュステ・ミュールとアルテ・ゼグミューレがある。

### 土地利用
| 土地用途別面積 | 面積 (km2) | 占有率 |
| -------------- | ---------- | ------ |
| 住宅地         | 0.78       | 2.0 %  |
| 産業用地       | 0.40       | 1.0 %  |
| レジャー用地   | 0.11       | 0.3 %  |
| 交通用地       | 2.18       | 5.4 %  |
| 農業用地       | 10.08      | 25.1 % |
| 森林           | 25.71      | 64.1 % |
| 水域           | 0.26       | 0.6 %  |
| その他の用地   | 0.6        | 1.5 %  |
| 合計           | 40.12      |        |

出典: Statistisches Landesamt Baden-Württemberg

## 歴史
1225年に最初の文献記録が遺るズルツバッハは、ローマ時代から使われていた重要な街道の道筋にあった。したがってズルツバッハの起源はかなり古い。かつてこの集落は、近隣のムルハルト修道院のレーエンに従属的に形成された。集落名は「Sülze」または「Sulz」から派生したもので、「沼地」または「湿地」を意味した。紋章には現在も、かつてこの町を治めていたレーヴェンシュタイン伯の獅子と地名の由来になったフィッシュバッハ川にちなんだ魚が描かれている。この川の西側の小さな隆起の上に、洪水から護られたこの町の最も古い部分がある。目を引くウルリヒ教会の周囲にかつての防衛教会の施設の遺構ある。ズルツバッハは、1504年にヴュルテンベルクを上位支配者に仰ぐレーヴェンシュタイン伯領の一部となったが、引き続きアムト・ズルツバッハ＝フォルンスバッハの主邑であり続けた。
この町は1573年に市場開催権を獲得した。これは今日も年3回の年の市と週ごとの市にその名残を留めている。1753年5月29日、大火がこの町の教会や町役場を含め当時の建物の 2/3を焼いた。被害を免れた建物はわずか 62棟であった。1756年、新しい福音主義教会が完成した。その約50年後にズルツバッハは、帝国代表者会議主要決議に基づき完全にヴュルテンベルク領となった。1844年、フォルンスバッハが分離された。1867年のラウターエック城の売却により、レーヴェンシュタイン伯はその所有権を失った。ズルツバッハは、ヴュルテンベルク王国で、初めはオーバーアムト・バックナングに、1934年からはバックナング郡に属した。1973年のバックナング郡廃止に伴いこの町は、新たに創設されたレムス＝ムル郡に属した。

## 住民

### 宗教
ズルツバッハで最初の教会は 1295年に記録されている。この教会は、ヴュルテンベルク領の宗教改革に伴って福音主義ルター派に改宗した。1875年に建造された現在の聖ウルリヒ教会は街の中心をなしており、かつては防衛教会として用いられていた。
ローマ＝カトリック教会は、第二次世界大戦後になって州道 L1066号線の北側に再興された。この他に、新使徒派教会や統一メソジスト教会もある。

## 行政

### 首長
この町の町長はディーター・ツァーンである。彼は2016年の町長選挙で 87.7 % の支持票を獲得して4期目の当選を果たした。この選挙の投票率は 65.4 % であった。

### 議会
ズルツバッハ・アン・デア・ムルの町議会は、14人の選挙で選ばれた議員と、議長を務める町長で構成されている。

## 文化と見所

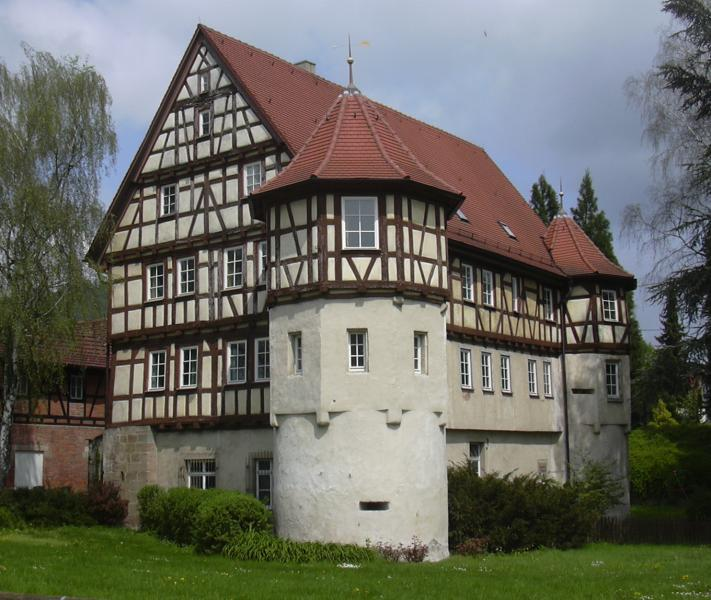
ラウターエック城

ズルツバッハは、牧歌街道沿いに位置している。

### 建築
ラウターエック城は水城で、レーヴェンシュタイン伯がズルツバッハを通る街道の安全を護るために建設した。この城が現在の姿になったのは16世紀の第3四半期である。砂岩の切石で造られたどっしりとした下部構造、角塔の姿、円形アーチの入り口は、より早い建設時期、おそらくは13世紀を示している。
良好な状態で保存されたこの城館は、かつては水堀を備えた環状壁で囲まれていた。この城は、2008年と2009年に徹底的に改修され、近代的な設備が備わった。たとえば、エレベータやズルツバッハの新しい結婚式場などである。2つの住民ホールとキッチンも近代化された。
1985年に建設されたヤーン通りの体育館は、ベーニッシュ＆パートナーの設計で、多くの建築賞を受賞した。

## 経済と社会資本

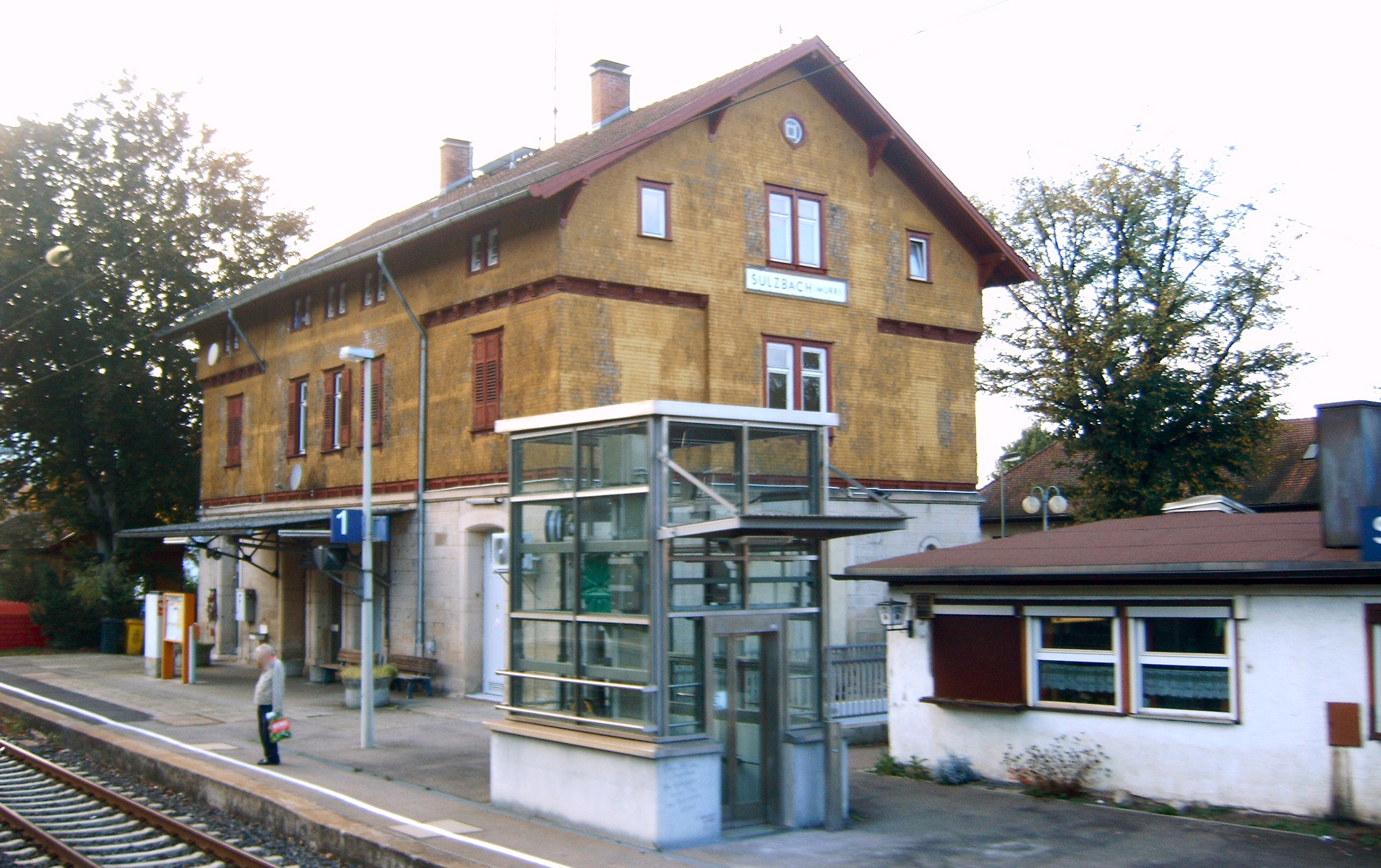
ズルツバッハ (ムル) 駅

### 交通
鉄道ヴァイブリンゲン - シュヴェービッシュ・ハル＝ヘッセンタール線のズルツバッハ (ムル) 駅には平日（土曜を除く）は1時間間隔でシュトゥットガルト - バックナング - シュヴェービッシュ・ハル＝ヘッセンタールおよびクライルスハイム / ニュルンベルクを結ぶレギオナルエクスプレスが発着する。週末と祝日にはシュトゥットガルト - シュヴェービッシュ・ハル＝ヘッセンタール間のレギオナルエクスプレスがバックナング始発に置き換えられる。同じ路線の旧シュライスヴァイラー駅は廃止された。
鉄道の他に、ムルハルト、シュヴェービッシュ・ハル、ヴュステンロート、バックナング、シュトゥットガルト、ハイルブロンへのバスも運行している。
ズルツバッハは、連邦道 B14号線（シュトゥットガルト - ニュルンベルク）と州道 L1066号線（ガイルドルフ - ムルハルト - レーヴェンシュタイン）との合流点に位置している。後者は、この付近では牧歌街道の一部を形成している。

### 地元企業
1900年に設立された建築用木材製材所は、ホイサーマン企業グループの木工部門となり、1976年から2010年まで、この町でもホルツラント SHZ の商標で運営していた。
2010年にタイタン特殊車両も本社をズルツバッハ製造所に移転した。
1865年から1986年まで、ビール醸造所ズルツバッハー・アドラーブロイがあった。

### 教育機関
ズルツバッハには、養護学校 1校、実科学校 1校、ヴェルクレアルシューレを含む基礎課程・本課程学校 1校がある。レムス=ムル郡は言語治療幼稚園を持つ言語治療学校の分校を運営している。この他に福音主義教会の幼稚園が 2園、ローマ＝カトリック教会の幼稚園が 1園ある。

### レジャー・スポーツ施設
ズルツバッハには、1985年に建設された体育館、走路を有する天然芝・人工芝の広場、陸上競技場施設がある。

## 訳注
1. ↑  ヴェルクレアルシューレ (ドイツ語: Werkrealschule) は、ドイツ内でもバーデン＝ヴュルテンベルク州特有の学校形態で、本課程学校の第9または第10学年修了の生徒から選抜で第10学年以降の中等教育クラスに進学できる制度およびその課程